# Yu Shimasaki
Yu Shimasaki (født 26. september 1985) er en tidligere japansk fodboldspiller.
Han har spillet for flere forskellige klubber i sin karriere, herunder Sagan Tosu.